# Benjamin Enos
Benjamin Enos (* 13. Februar 1788 in Richmond, Rhode Island; † 4. Februar 1868 in DeRuyter, New York) war ein US-amerikanischer Politiker.

## Werdegang
Benjamin Enos, Sohn von Thankful Coon und Joseph Enos, wurde ungefähr fünf Jahre nach dem Ende des Unabhängigkeitskrieges im Washington County geboren. Über seine Jugendjahre ist nichts bekannt. Am 5. April 1810 heiratete er Sarah Doty (1788–1884) in Canaan (New York). Das Paar ließ sich 1814 während des Britisch-Amerikanischen Krieges in DeRuyter (New York) nieder.
Enos saß 1834, 1839 und 1840 für das Madison County in der New York State Assembly. 1837 war er Supervisor der Town DeRuyter. Er wurde 1842 durch die New York State Legislature zum Kanalkommissar gewählt. Als Angehöriger der Hunker-Fraktion der Demokratischen Partei fungierte er von 1845 bis 1846 als Treasurer of State von New York.